# ویکتوریا وود با تمام مخلفات
ویکتوریا وود با تمام مخلفات (انگلیسی: Victoria Wood with All the Trimmings) یک نمایش تلویزیونی کمدی بریتانیایی است در کریسمس ۲۰۰۰ از شبکهٔ بی‌بی‌سی وان پخش شد.

## بازیگران

### اصلی
- ویکتوریا وود
- جولی والترز
- سلیا ایمری
- سوزی بلیک
- ان رید
- ماکسین پیک

### میهمان
- آلن ریکمن
- ایملدا استنتون
- پنلوپه ویلتون
- ریچارد ئی. گرانت
- فیلیپ جکسون
- راجر مور
- جیمز بولام
- جون براون
- لینزی دانکن
- هانا گوردون
- هیو لوری
- رابرت لیندسی
- درک جاکوبی
- جرالدین مک‌ایوان
- باب مونخوس
- مایکل پارکینسون
- بیل پترسون
- بیلی پایپر
- پیت پاستویت
- هانیساکل ویکس
- آنا وینگ